# 萨力士
萨力士（Сәліс Әміреұлы
1896年—1951年）全名“哈力亚斯卡尔·阿米尔 (Әмір Қалиасқар)”，哈萨克族，新疆乌鲁木齐人。中华民国政治人物。

## 生平
曾就读于迪化（今乌鲁木齐）蒙哈学堂、简易师范学校。民国二十八年（1939年）毕业后留校任教。后来，任教于迪化师范学校。民国三十一年（1942年），任新疆省哈萨克柯尔克孜文化总会会长。民国三十三年（1944年）被盛世才逮捕入狱。盛世才离开新疆后，同年底被中国国民党新疆当局释放，仍任哈柯文化总会会长。民国三十五年（1945年）新疆省政府改组，任新疆省政府委员兼副秘书长等职。主办哈萨克文《光明月刊》。1949年，他反对新疆和平解放。1951年在青海逝世。